# 筆山壩遺址
筆山壩遺址位於重慶市酉陽縣大溪鎮筆山壩村五組，文物遺址年代為新石器-商周，2009年12月15日列為第二批重慶市文物保護單位。